# Uatu
Uatu is een personage uit de strips van Marvel Comics. Hij is een kosmisch wezen van een ras bekend als de Watchers. Uatu is de Watcher die aangesteld werd om de Aarde en het zonnestelsel te observeren. Hij werd bedacht door Stan Lee en Jack Kirby, en verscheen voor het eerst in Fantastic Four # 13.
De Nederlandse stem van Uatu the Watcher werd ingesproken door Glen Faria. Voorheen werd de stem ingesproken door Just Meijer. 

## Achtergrond
Het ras van de Watchers bestudeert andere beschavingen. Een Watcher legt een eed af nimmer te zullen ingrijpen. Hij mag enkel observeren. Al meerdere malen heeft Uatu deze eed echter verbroken om de mensheid bij te staan.
Uatu houdt zich normaal op in het Blauwe Gebied op de Maan, een verlaten stad gebouwd door de Kree. Hij ontmoette de Fantastic Four voor het eerst toen die met de Red Ghost vochten op de maan. Hij verbrak toen al de eed niet in te grijpen door Red Ghost te verdrijven en aan de Fantastic Four bekend te maken wie hij was. Uatu, die veel jonger en rebelser was dan de andere Watchers, brak de eed nog een aantal maal. Vooral bekend is de keer dat hij tevergeefs probeerde om de Silver Surfer ervan te weerhouden de planeetverslinder Galactus naar de Aarde te leiden.

## Krachten en Vaardigheden
Uatu is een lid van een ras van omnipotente kosmische wezens. Daardoor beheerst hij de 'Power Cosmic'. Hij gebruikt deze kracht echter zelden voor direct effect. Uatu is verder wetenschapper en geleerde, en uitvinder van de robot 'Recorder (Marvel)'. Afhankelijk van zijn energie-niveau meet hij verschillende groottes. Hij is haarloos en heeft witte pupillen.
Uatu dient in de strips ook vaak als raamverteller van de avonturen van andere Marvel personages. Hij was ook de “presentator” van de Marvel-stripserie What If...?, waarin hij telkens een alternatieve realiteit toonde waarin een bepaalde gebeurtenis niet of juist wel had plaatsgevonden.
Recentelijk werd een duister aspect van Uatu’s karakter getoond. In het alternatieve universum Earth X was hij bijvoorbeeld een koude, nihilistische manipulator die zich ver verheven voelde boven de mensen op Aarde.
Uatu heeft naast de Fantastic Four ook een geschiedenis met de X-Men, en verscheen vooral in hun strips toen Jean Grey de Phoenix werd. Hij verscheen ook in Uncanny X-Men #473, waarin hij de waarheid over Captain Britain, Psylocke’s broer, onthulde.
Later onthulde Uatu zichzelf gedurende de “Civil War”, en gedurende de trouwerij van Black Panther en Storm.
Uatu heeft al meerdere malen een sympathie voor Nova laten merken. Ook heeft hij een paar keer een grote bedreiging tegen de Aarde aan hem laten zien door ernaar te wijzen.

## Andere media

### Marvel Cinematic Universe
Sinds 2021 verschijnt Uatu the Watcher in het Marvel Cinematic Universe waarin hij wordt ingesproken door Jeffrey Wright. Uatu the Watcher bekijkt verschillende alternatieve versies van gebeurtenissen in de MCU-tijdlijn en probeert deze te verklaren zonder in te grijpen. Uatu komt onder ander voor in de volgende serie:
- What If...? (2021-2024) (stem) (Disney+)
- I Am Groot (2023) (stem) (Disney+)
- X-Men '97 (2024) (Disney+)
- Your Friendly Neighborhood Spider-Man (2025) (Disney+)
- Eyes of Wakanda (2025) (Disney+)

### Televisieseries
- De Watcher kwam meerdere malen voor in zowel de Silver Surfer als Fantastic Four animatieseries.

### Videospellen
- Uatu is een van de 140 personages in het videospel Marvel: Ultimate Alliance. Aan het eind van het spel toont Uatu de speler telkens de toekomst die zal plaatsvinden, gebaseerd op de missies die de speler wel en niet heeft volbracht.